# 삼현여자고등학교
삼현여자고등학교(三賢女子高等學校)는 대한민국 경상남도 진주시 상평동에 있는 사립 고등학교이다.

## 학교 연혁
- 1970년 6월 11일 : 학교법인 삼현학원 설립인가(설립자 아천 최재호 박사)
- 1971년 3월 17일 : 초대 이사장 최재형 선생 선출
- 1971년 12월 27일 : 삼현여자고등학교 설립 인가(9학급, 학년당 3학급)
- 1972년 3월 8일 : 삼현여자고등학교 개교식 및 입학식, 초대 교장 최재호 선생 취임(중,고 겸무)
- 1975년 1월 10일 : 제1회 졸업식
- 1975년 7월 23일 : 도서관(아천관) 개관
- 1976년 4월 25일 : 생활관(아석관) 개관
- 1978년 3월 8일 : 체육관 겸 강당(학초관) 준공
- 1999년 3월 16일 : 아천관(도서관, 급식소) 증축, 노암관 신축
- 2000년 8월 25일 : 아석관(생활관) 증축
- 2007년 3월 3일 : 학급 감축(완성 30학급, 학년당 10학급)
- 2016년 9월 1일 : 제7대 교장 손재호 선생 취임
- 2022년 1월 4일 : 제48회 졸업(졸업생 누계 24,438명)
- 2022년 3월 1일 : 29학급 인가(2학년 9학급, 1,3학년 10학급)
- 2022년 11월 1일 : 제6대 이사장 최영용 선생 취임

## 참고 자료
- 삼현여자고등학교 - 한국교육학술정보원 학교알리미